# Aquem
Aquem (concani: आंकें) é uma vila no distrito de Goa Sul, no estado indiano de Goa.

## Demografia
Segundo o censo de 2001, Aquem tinha uma população de 4985 habitantes. Os indivíduos do sexo masculino constituem 51% da população e os do sexo feminino 49%. Aquem tem uma taxa de literacia de 70%, superior à média nacional de 59,5%; com 55% para o sexo masculino e 45% para o sexo feminino. 13% da população está abaixo dos 6 anos de idade.